# Sami (popor)

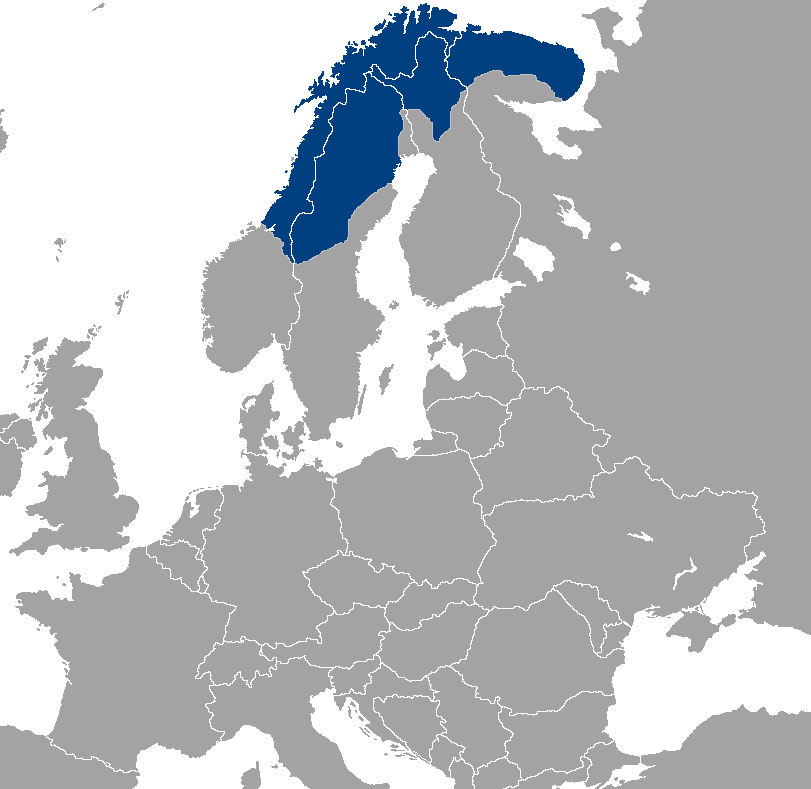

Samii (samit sau samek în limba proprie, termen care se pare că vine din limba letonă de la cuvântul „žēmē” care ar însemna „teritoriu”) sunt un popor indigen care vorbește limba sami. Trăiesc în Scandinavia de Nord (nordul Norvegiei, Suediei, Finlandei) și în nordul Rusiei (Peninsula Kola). Cuvântul lapon este astăzi considerat un termen învechit și înjositor. În limba suedeză, denumirea de lapon este corelată cu „zdrențe”. Nu se știe exact de unde provine termenul „lapon”. Limba lor este înrudită cu limbile uralice (finlandeza, maghiara) și limbile samoiedice.

## Amplasarea populației

Drapelul poporului sami

În total, numărul lor este apreciat la 70.000 de locuitori, din care în:
- Norvegia — 40.000
- Suedia — 20.000
- Finlanda — 6.500
- Peninsula Kola — 2.000

## Legături externe

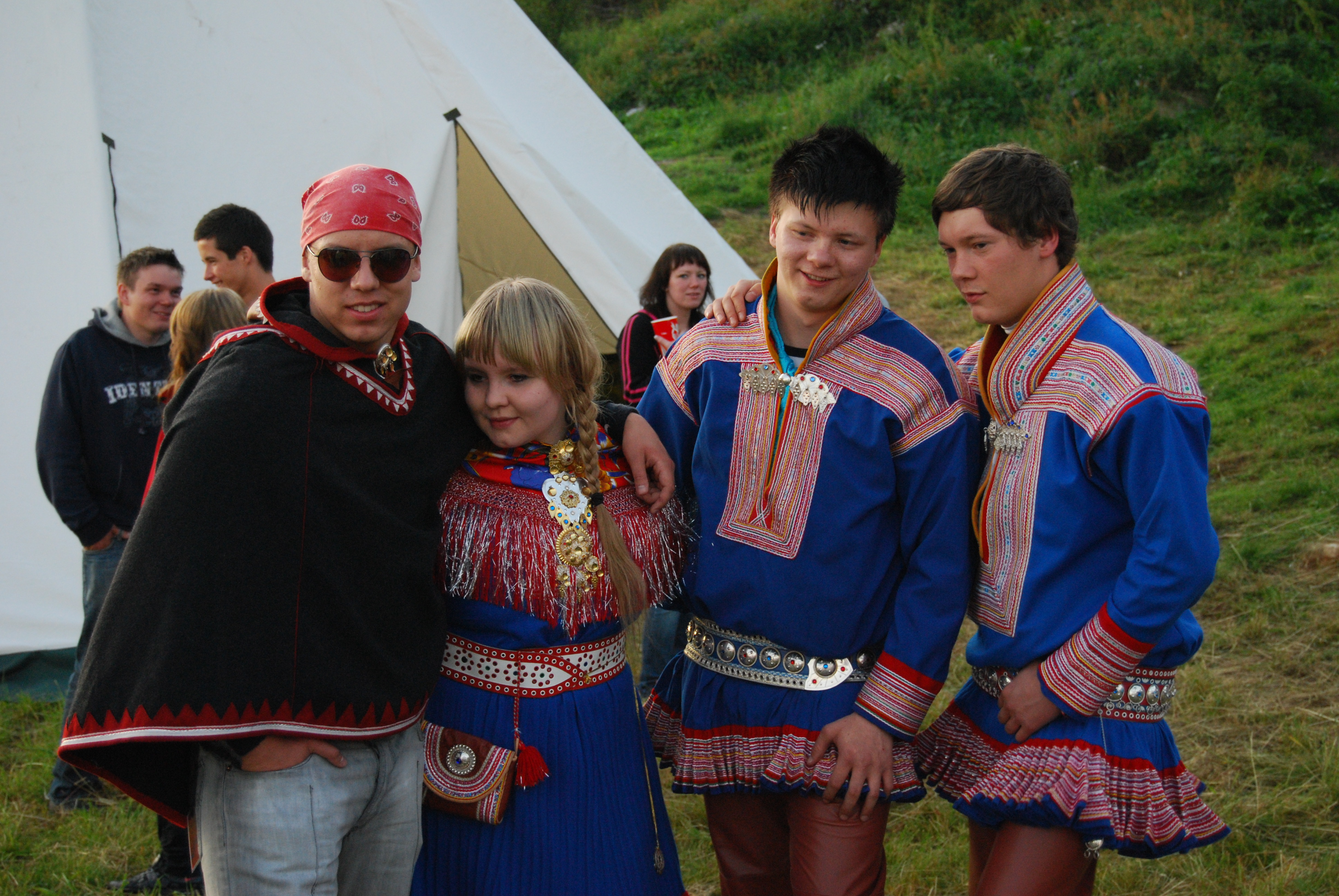
Grupul musical sami Duolva Duottar.